# Encausse
Encausse (okzitanisch: Encaussa) ist eine Gemeinde mit 444 Einwohnern (Stand: 1. Januar 2022) im Département Gers in der südfranzösischen Region Okzitanien (vor 2016: Midi-Pyrénées). Die Gemeinde gehört zum Arrondissement Condom und zum Kanton Gimone-Arrats.

## Lage
Encausse liegt etwa 40 Kilometer westnordwestlich von Toulouse. Umgeben wird Encausse von den Nachbargemeinden Cadours im Norden, Caubiac im Nordosten, Vignaux im Osten, Bellegarde-Sainte-Marie im Osten und Südosten, Monbrun im Süden, Thoux im Südwesten, Saint-Cricq im Westen, Cologne im Westen und Nordwesten sowie Ardizas im Nordwesten.

## Bevölkerungsentwicklung
| Jahr                       | 1962 | 1968 | 1975 | 1982 | 1990 | 1999 | 2006 | 2018 |
| Einwohner                  | 286  | 255  | 238  | 258  | 274  | 271  | 344  | 426  |
| Quellen: Cassini und INSEE |      |      |      |      |      |      |      |      |